# Соединённое королевство Португалии, Бразилии и Алгарве
Соединённое короле́вство Португа́лии, Брази́лии и Алга́рве — государство, существовавшее в 1815—1821 годах на территориях современных Португалии и Бразилии, а также на территориях колониальных владений Португалии в Африке, Азии и принадлежащих ей островах в Атлантическом океане.
Основано королём Португалии Жуаном VI после того, как тот во время Наполеоновских войн бежал в Бразилию. Само королевство со столицей в Рио-де-Жанейро (Бразилия) было провозглашено только в 1815 году, в его состав кроме принадлежащих португальской короне земель были включены бывшие португальские владения в Марокко. Соединённое королевство было ликвидировано в 1822 году с провозглашением Бразилией независимости, но титул сохранялся до 1834 года, когда был низложен дон Мигел.

## История

### Образование
Соединённое королевство Португалии, Бразилии и Алгарве возникло в результате войны Португалии с наполеоновской Францией. В 1808 году португальский принц-регент (будущий король Жуан VI) вместе со своей недееспособной матерью (королевой Марией I) и королевским двором бежал через океан в колонию Бразилия.
После поражения Наполеона в 1815 году раздались призывы к возвращению португальского монарха в Лиссабон; однако португальский принц-регент наслаждался жизнью в Рио-де-Жанейро, где монархия в то время была более популярной, чем в метрополии, и где он пользовался большей свободой, и поэтому не торопился возвращаться в Европу. Однако сторонники возвращения двора в Лиссабон утверждали, что Бразилия является всего лишь колонией и что неправильно, чтобы Португалией управляли из колонии. С другой стороны, бразильская колониальная элита настаивала на том, чтобы Бразилия перестала быть колонией, и чтобы местные жители могли в полной мере пользоваться статусом граждан метрополии. Местные националисты также поддерживали этот шаг, поскольку нахождение двора в Бразилии означало, что Бразилия больше не будет подчиняться интересам Португалии, а будет иметь равный статус в рамках трансатлантической монархии.
Законом, изданным принцем-регентом 16 декабря 1815 года, колония Бразилия была возведена в ранг королевства, и тем же законом королевства Португалия, Бразилия и Алгарве были объединены в единое государство под названием Соединённое Королевство Португалии, Бразилии и Алгарве (историческое королевство Алгарве по своей территории соответствует современному португальскому региону Алгарве).
Титулы португальской королевской семьи были изменены, чтобы отразить создание Соединённого королевства: титулы королевы и принца-регента были соответственно изменены на королеву и принца-регента Соединённого Королевства Португалии, Бразилии и Алгарве. Титул принца Бразилии, который раньше принадлежал наследнику португальской короны, в 1817 году был отменен и заменен титулом принца Соединённого Королевства. Для государства также были приняты новый флаг и герб.

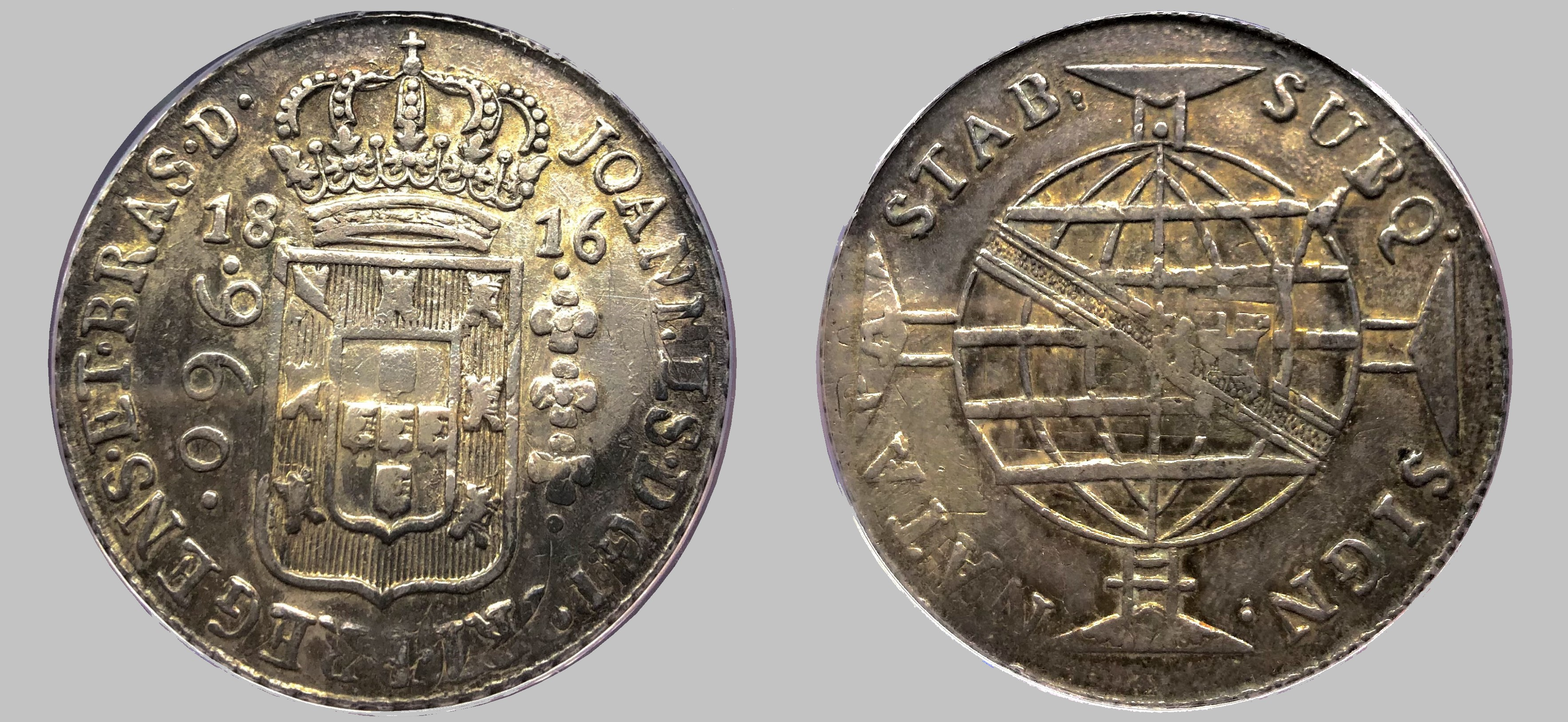
Бразильский реал 1816 года

### Воцарение Жуана VI

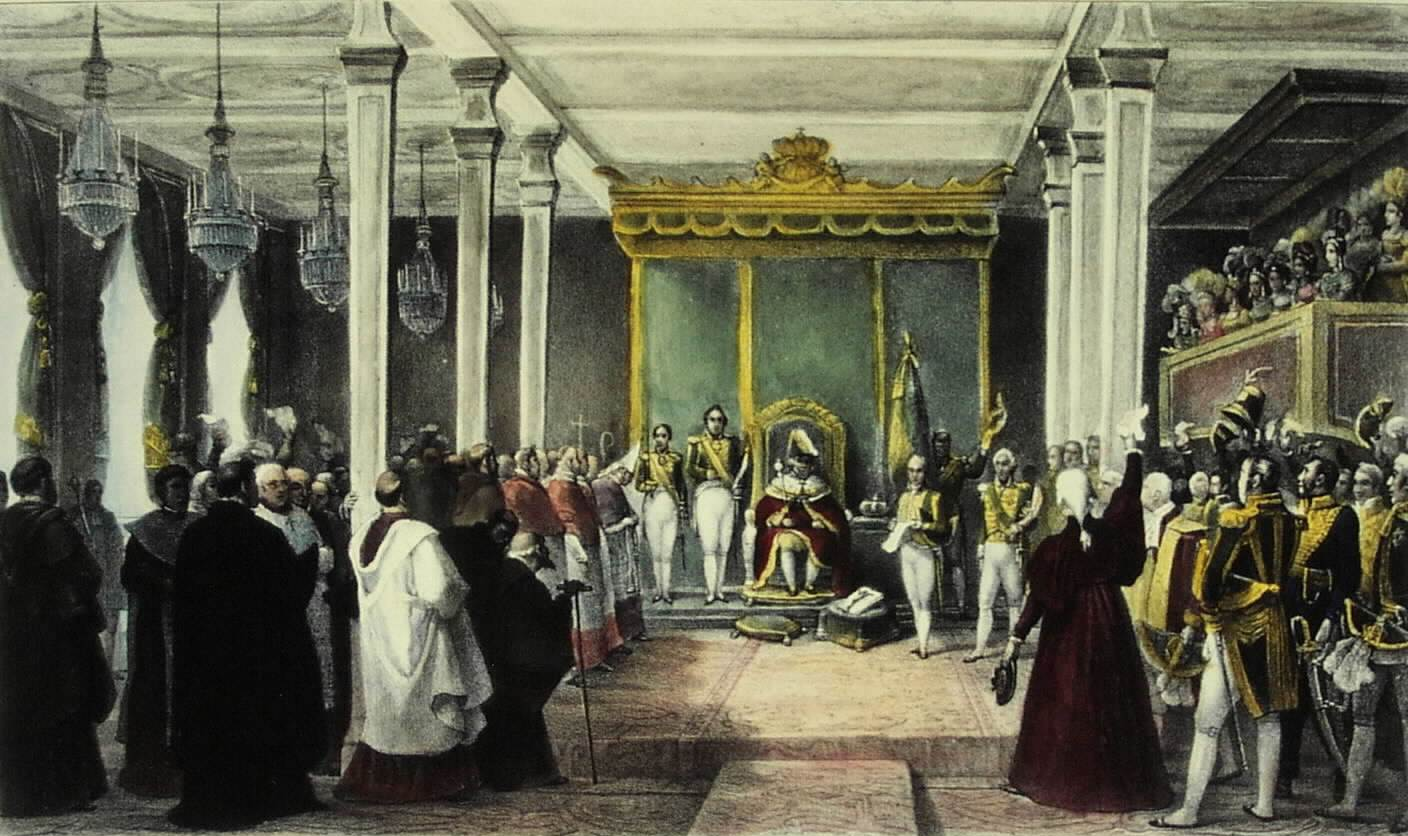
Провозглашение Жуана VI королем Соединённого королевства Португалии, Бразилии и Алгарве в Рио-де-Жанейро

20 марта 1816 года королева Мария I скончалась в Рио-де-Жанейро. Принц Жуан, принц-регент, был провозглашен королем Жуаном VI, вторым монархом Соединённого Королевства, сохранив нумерацию португальских правителей. После периода траура и некоторых задержек 6 февраля 1818 года в Рио-де-Жанейро состоялись торжества по случаю коронации нового короля.
В день своей коронации Жуан VI учредил Орден Непорочного зачатия Девы Марии Вила-Висозской, единственный рыцарский орден, созданный в эпоху Соединённого Королевства. Этот орден существовал в Соединённом Королевстве наряду со старыми португальскими рыцарскими орденами и орденом Башни и меча, древним орденом, который бездействовал и был возрожден португальской монархией в ноябре 1808 года, когда двор уже находился в Бразилии. 

### Возвращение Жуана VI в Европу

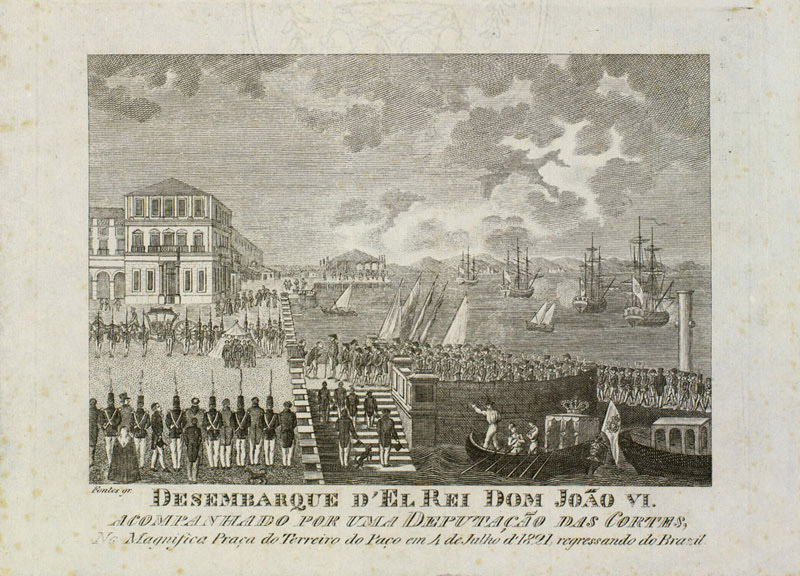
Король Жуан VI возвращается в Лиссабон в 1821 году, после 13 лет отсутствия

После Либеральной революции 1820 года в Португалии король покинул Бразилию и вернулся в европейскую часть Соединённого Королевства, прибыв в Лиссабон 4 июля 1821 года. Перед своим отъездом король, уступив просьбам бразильских придворных, решил оставить своего наследника, принца Педру. Указом, изданным 22 апреля 1821 года, король присвоил Педру титул регента Бразилии и предоставил ему делегированные полномочия по исполнению общего законодательства в качестве вице-короля, тем самым предоставив Королевству Бразилия обособленную администрацию в рамках Соединённого Королевства. Регентство принца Педру не только обеспечило единство бразильского народа под единым правительством, но и обеспечило высокую степень автономии по отношению к правительству Соединённого Королевства. Последующие попытки правительства в Лиссабоне урезать самоуправление Бразилии привели к провозглашению независимости Бразилии и распаду Соединённого Королевства.

### Распад Соединённого Королевства

#### Подготовка к роспуску

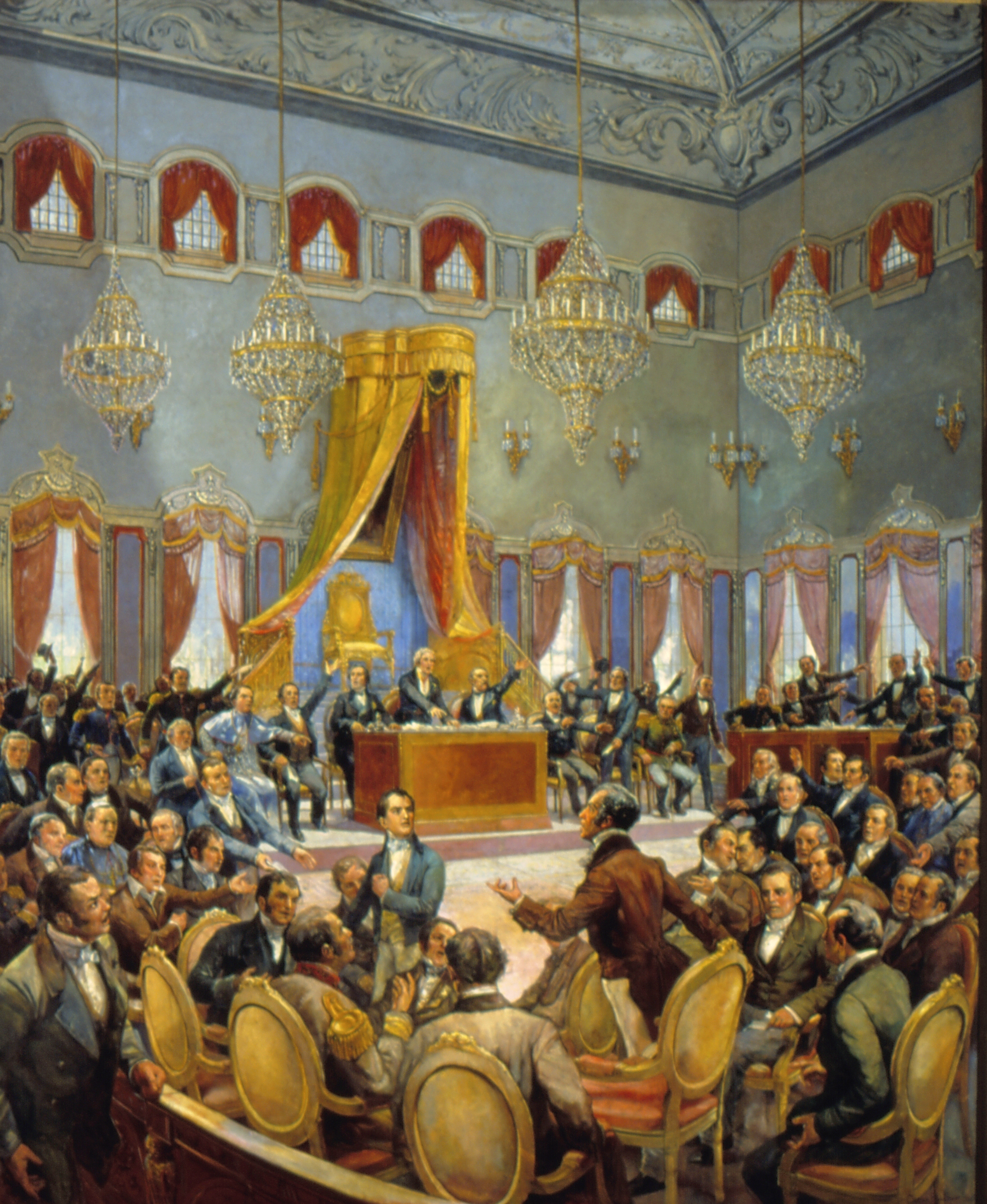
Кортесы Соединённого Королевства Португалии, Бразилии и Алгарве собрались в Лиссабоне после Португальской революции 1820 года

Кортесы (парламент), собравшиеся в Лиссабоне после Либеральной революции 1820 года для разработки Конституции Соединённого Королевства, состояли в основном из португальских делегатов. Это произошло потому, что революция была португальской по происхождению, и члены кортесов были избраны в Португалии. Позже была избрана бразильская делегация, и бразильские делегаты пересекли Атлантику, чтобы присоединиться к уже начавшимся обсуждениям. Кроме того, бразильские представители часто подвергались преследованиям на улицах со стороны португальских граждан, которые возмущались окончанием колониального правления Бразилией. Бразильцы также были недопредставлены в кортесах.
Что касается короля, то по прибытии в Лиссабон он повел себя так, будто принял новое политическое устройство, возникшее в результате Либеральной революции (эту позицию он сохранял до середины 1823 года), по которому полномочия короны были серьезно ограничены. Регентский совет, который был избран кортесами для управления Португалией после революции и который силой заменил предыдущих губернаторов, вернул бразды правления монарху по его прибытии в Лиссабон, но король теперь ограничивался исполнением полномочий исполнительной власти и не имел никакого влияния на разработку Конституции или на действия кортесов.
Кортесы, в которых доминировало португальское большинство, включили в разрабатываемую Конституцию положения, по которым народ Соединённого Королевства именовался "португальской нацией". В проекте Конституции говорилось о "португальских гражданах обоих полушарий", кортесы также включили в предлагаемую Конституцию положения, которые подрывали основы автономии правительства Бразилии. Проект Конституции должен был сохранить регентство в Королевстве Бразилия, но в нем содержалось положение, позволяющее законодательному органу Соединённого Королевства исключать бразильские провинции из-под юрисдикции регента. Таким образом, правительство Соединённого Королевства в Лиссабоне имело бы право разорвать связи между бразильской провинцией и центральным правительством Бразилии, подчинив эту провинцию непосредственно правительству в Лиссабоне. В случае принятия эти нормы не только подорвали бы бразильское самоуправление, но и ставили под угрозу единство бразильского народа, поскольку у бразильцев больше не было бы центрального правительства. Португальские депутаты в кортесах даже внесли законопроект, который конкретно разорвал бы связи между центральным правительством Королевства Бразилия в Рио-де-Жанейро и некоторыми провинциями на северо-востоке Бразилии. Португальские кортесы также потребовали немедленного возвращения наследного принца в Европу.

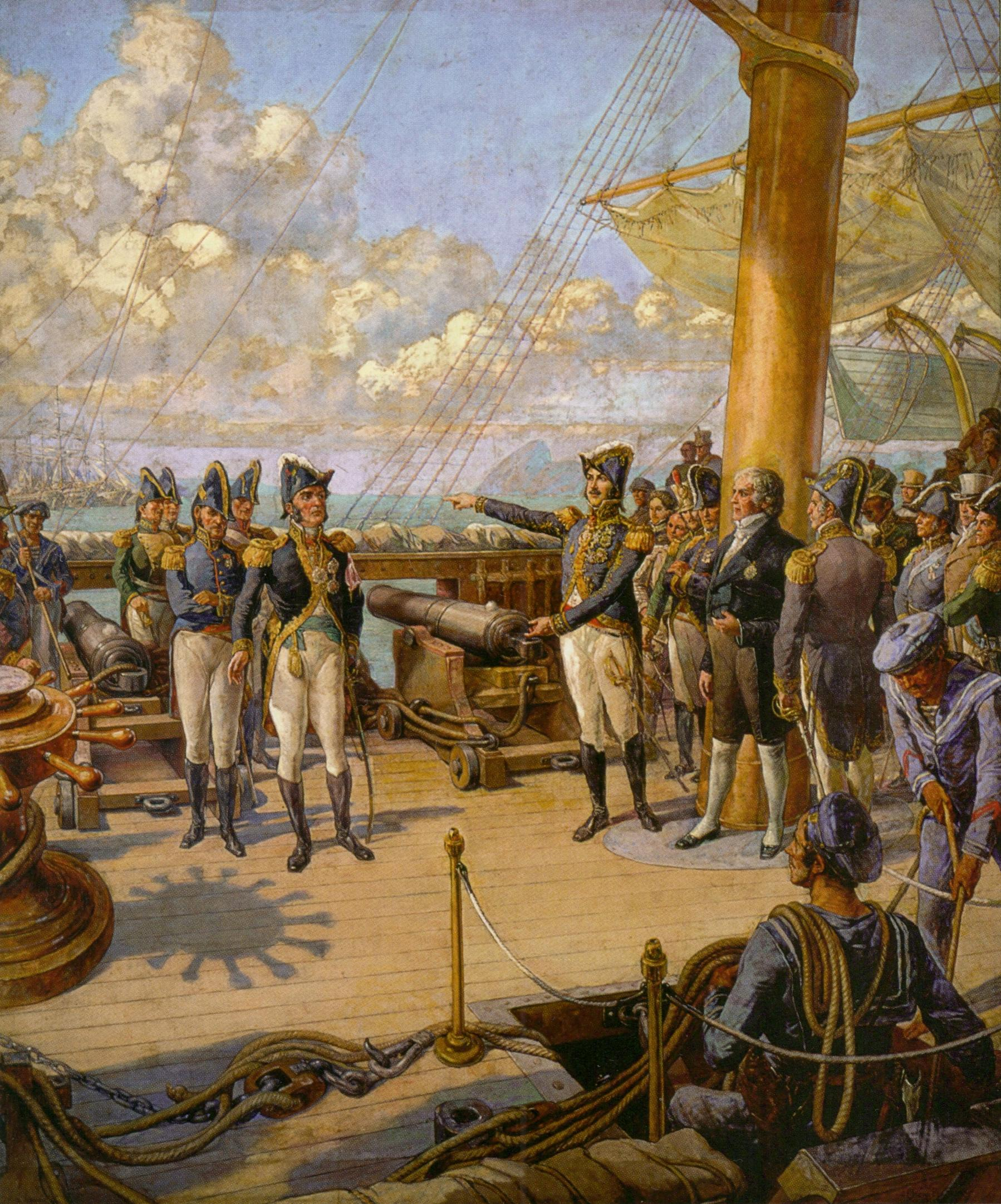
Педру, принц-регент Бразилии, приказывает офицеру Жоржи д'Авиллесу вернуться в Португалию после его неудачного восстания в феврале 1822 года

Бразильские националисты восприняли инициативы кортесов как попытку реализации принципа "разделяй и властвуй". Они утверждали, что как только положения, одобренные кортесами, будут приняты и приведены в исполнение, Бразилия, формально оставаясь частью трансатлантической монархии, на самом деле будет возвращена в состояние колонии. Бразильцы опасались распада Бразилии с созданием провинций, непосредственно подчиняющихся лиссабонскому правительству. Кроме того, формулировка в проекте Конституции, предусматривающая включение колоний Португальской колониальной империи в Африке и Азии в состав территории Соединённого Королевства, была воспринята как намерение кортесов вновь низвести Бразилию до положения колонии: территории в Африке и Азии продолжали оставаться колониями и подвергаться экономической эксплуатации, с их включением в состав Соединённого королевства возрождался статус Португалии как гегемона над остальными частями королевства, в том числе над Бразилией. Некоторые португальские политики открыто призывали вновь ввести в Бразилии ограничения во внешней торговле, по которым бразильские товары могли экспортироваться только в Португалию, а бразильцы могли импортировать товары только из Португалии. Эта система, которая позволяла метрополии Португалии осуществлять экономическую эксплуатацию колоний, была отменена в Бразилии еще до создания Соединённого Королевства.
Столкнувшись с такими настроениями лиссабонских политиков, бразильские сторонники независимости смогли убедить принца Педру остаться в Бразилии вопреки приказам кортесов. Он продолжал руководить центральным правительством Бразилии в качестве регента и установил, что никакие законы, декреты или инструкции, изданные португальскими кортесами или центральным правительством Соединённого Королевства, не будут выполняться в Бразилии без его распоряжения. Решение принца не подчиняться указам кортесов, которые требовали этого возвращения, и вместо этого остаться в Бразилии в качестве регента было торжественно объявлено 9 января 1822 года. В феврале 1822 года принц Педру решил создать консультативный совет, состоящий из представителей, избранных для представления нескольких провинций Бразилии, и назначить выборы в этот совет. Его первое заседание состоялось 2 июня 1822 года. Указ принца-регента Педру о том, что законы, декреты и распоряжения из Лиссабона будут выполняться в Бразилии только по его указу, был опубликован в мае 1822 года.
Согласившись бросить вызов кортесам и остаться в Бразилии, принц Педру взял на себя руководство бразильским двором. Тем самым Педру обострил конфликт с Лиссабоном, который привел в итоге к отделению Бразилии от Соединённого Королевства, и ускорил провозглашение ее независимости. По мере того как отношения между бразильцами и португальцами ухудшалась, Соединённое Королевство клонилось к распаду.
Бразильские сторонники независимости утверждали, что будущее Бразилии должно решаться бразильцами, а не лиссабонскими кортесами, и потребовали созыва Национального учредительного собрания Бразилии, отдельного от кортесов, собранных в Португалии. Принц Педру, действуя по совету своего недавно созванного Совета, принял эти требования и 13 июня 1822 года издал указ о назначении выборов в Учредительное собрание Бразилии. Из-за дальнейшей эскалации напряженности между Бразилией и Португалией выборы в это Учредительное собрание состоялись только после того, как принц провозгласил независимость Бразилии.
Кортесы послали войска в Бразилию, чтобы добиться роспуска правительства принца и заставить его вернуться в Португалию, как было приказано, но по прибытии принц приказал этим войскам вернуться в Португалию. Португальские войска в Рио-де-Жанейро подчинились приказу принца и вернулись в Европу, но в других провинциях вспыхнули бои между бразильцами и португальцами.

#### Провозглашение независимости

Провозглашение независимости Бразилии принцем Педру 7 сентября 1822 года

Известие о дальнейших попытках португальских кортесов добиться прекращения регентства принца Педру непосредственно привело к провозглашению независимости Бразилии. В 1822 году регент Королевства Бразилия принц Педру, сын Жуана VI, провозгласил независимость Бразилии и стал бразильским императором Педру I, что означало конец Соединённого королевства.
Независимость Бразилии была провозглашена 7 сентября 1822 года, когда принц находился в провинции Сан-Паулу. Он отправился туда, чтобы заручиться лояльностью провинции бразильскому двору. Принц покинул город Сан-Паулу, столицу провинции, 5 сентября, а 7 сентября, возвращаясь в Рио-де-Жанейро, получил письмо от своего министра Жозе Бонифасио де Андрада-и-Сильва и от своей жены, принцессы Леопольдины, которые информировали Педру о дальнейших действиях кортесов, направленных на силовой роспуск его правительства. Стало ясно, что независимость - единственный оставшийся вариант. Педру повернулся к своим спутникам, которые включали его почетный караул, и сказал: "Друзья, португальские кортесы хотят поработить и преследовать нас. С сегодняшнего дня наши отношения разорваны. Никакие узы больше не смогут объединить нас". Далее он снял бело-голубую повязку, символизирующую Португалию: "Снимите повязки, солдаты. Да здравствует независимость, свобода и отделение Бразилии от Португалии!" Педру обнажил свой меч, подтвердив, что "Ради моей крови, моей чести, моего Бога я клянусь дать Бразилии свободу", а позже выкрикнул: "Независимость или смерть!". Это событие запомнилось как "Крик Ипиранги", потому что оно произошло рядом с берегом ручья Ипиранга. Затем принц решил срочно вернуться в город Сан-Паулу, куда он и его окружение прибыли ночью 7 сентября. Там они объявили об отделении Бразилии от Португалии и были встречены большим одобрением населения города.
Менее чем через месяц, 23 сентября 1822 года, лиссабонские кортесы, все еще не знавшие о декларации независимости Бразилии, одобрили Конституцию Соединённого Королевства, которая затем была подписана членами кортесов и представлена королю. В период с 23 сентября по 1 октября члены кортесов, включая бразильцев, которые все еще принимали участие в его заседаниях, принесли присягу соблюдать Конституцию. На торжественной церемонии 1 октября 1822 года король Жуан VI предстал перед кортесами и произнес тронную речь, в которой объявил о своем принятии Конституции, принес присягу соблюдать ее и подписал документ о согласии, который был включен в текст Конституции после подписей членов кортесов, заявив, что король принял Конституцию и поклялся соблюдать ее. 4 октября, действуя по указанию кортесов, португальский король подписал в Королевском дворце Келуш Законодательную хартию, обнародовавшую текст Конституции и предписывающую ее исполнение всеми его подданными на всей территории Соединённого Королевства. Эта хартия была опубликована на следующий день, 5 октября 1822 года. Из-за отделения Бразилии от Соединённого Королевства эта Конституция никогда не была признана в Бразилии и действовала только в Португалии.

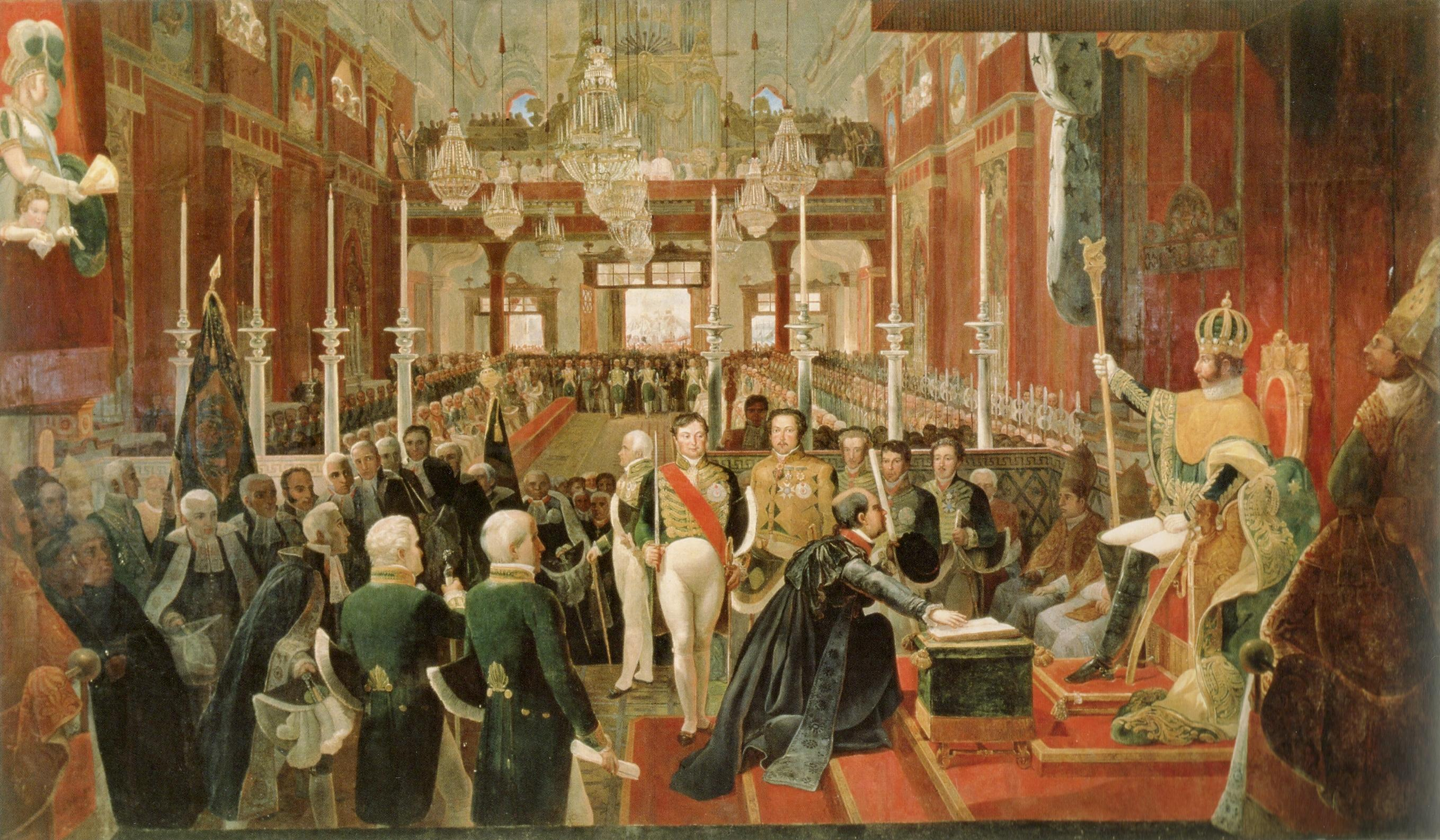
Церемония коронации Педру I императором Бразилии 1 декабря 1822 года

Принц Педру первоначально продолжал использовать титул принца-регента, поскольку не хотел объявлять себя монархом, желая вместо этого символически принять корону от подданных. В итоге несколько местных советов приняли ходатайства и обращения с просьбой к принцу-регенту принять титул короля или императора (в провинциях не было законодательных органов, а также в то время не существовало национального законодательного органа; муниципальные советы были единственными существующими законодательными органами). Затем муниципальный совет Рио-де-Жанейро проголосовал за то, чтобы поручить своему представителю предложить принцу Педру титул императора. 12 октября 1822 года принц Педру принял предложение занять бразильский трон, и был провозглашен первым императором независимой империи Бразилия.
Хотя португальские монархи не короновались с XVI века, новое имперское правительство решило, что недавно учрежденная бразильская монархия должна принять другие обычаи, чтобы подчеркнуть свой статус независимой страны. Было решено, что императоры Бразилии должны быть помазаны и коронованы по католическому ритуалу коронации. Считалось, что это могло бы повысить легитимность императора в глазах других христианских монархий, а также подтвердило бы союз между новоявленным государством и церковью в Бразилии. Соответственно, коронация императора Педро I состоялась 1 декабря 1822 года.

#### Признание независимости
Бразильская декларация независимости и основание Бразильской империи привели к войне за независимость. Португальцы изначально отказались признать Бразилию суверенным государством, рассматривая события как мятеж и пытаясь сохранить Соединённое Королевство. Однако военные действия не приблизились к столице Рио-де-Жанейро, и основные бои происходили в северо-восточном регионе Бразилии. Сторонники независимости одержали верх над португальскими войсками и немногочисленными местными сторонниками Португалии, и последние португальские войска капитулировали в ноябре 1823 года. По сравнению с войнами за независимость, которые вели испанские колонии во время деколонизации Северной и Южной Америки, война за независимость Бразилии не привела к значительному кровопролитию.
Однако за военным поражением Португалии не последовало быстрого признания независимости новой страны. Вместо этого с 1822 по 1825 год португальское правительство предпринимало активные дипломатические усилия, чтобы избежать признания независимости Бразилии европейскими державами, ссылаясь на принципы Венского конгресса. Однако эти иностранные государства были заинтересованы в установлении торговых и дипломатических связей с Бразилией. Под давлением Великобритании Португалия в конце концов согласилась признать независимость Бразилии в 1825 году, что позволило новой империи вскоре установить дипломатические отношения с другими европейскими державами.
В 1824 году, после принятия Конституции Бразильской империи 25 марта того же года, США стали первой страной, признавшей независимость Бразилии и последовавший за этим распад Соединённого Королевства.
Признанию независимости Бразилии Португалией способствовал государственный переворот 3 июня 1823 года, когда король Жуан VI отменил Конституцию 1822 года и распустил кортесы, тем самым обратив вспять Либеральную революцию 1820 года. 4 января 1824 года король издал Законодательную хартию, подтверждающую действие "традиционных законов Португальской монархии", тем самым ратифицировав восстановление абсолютистского режима в Португалии.

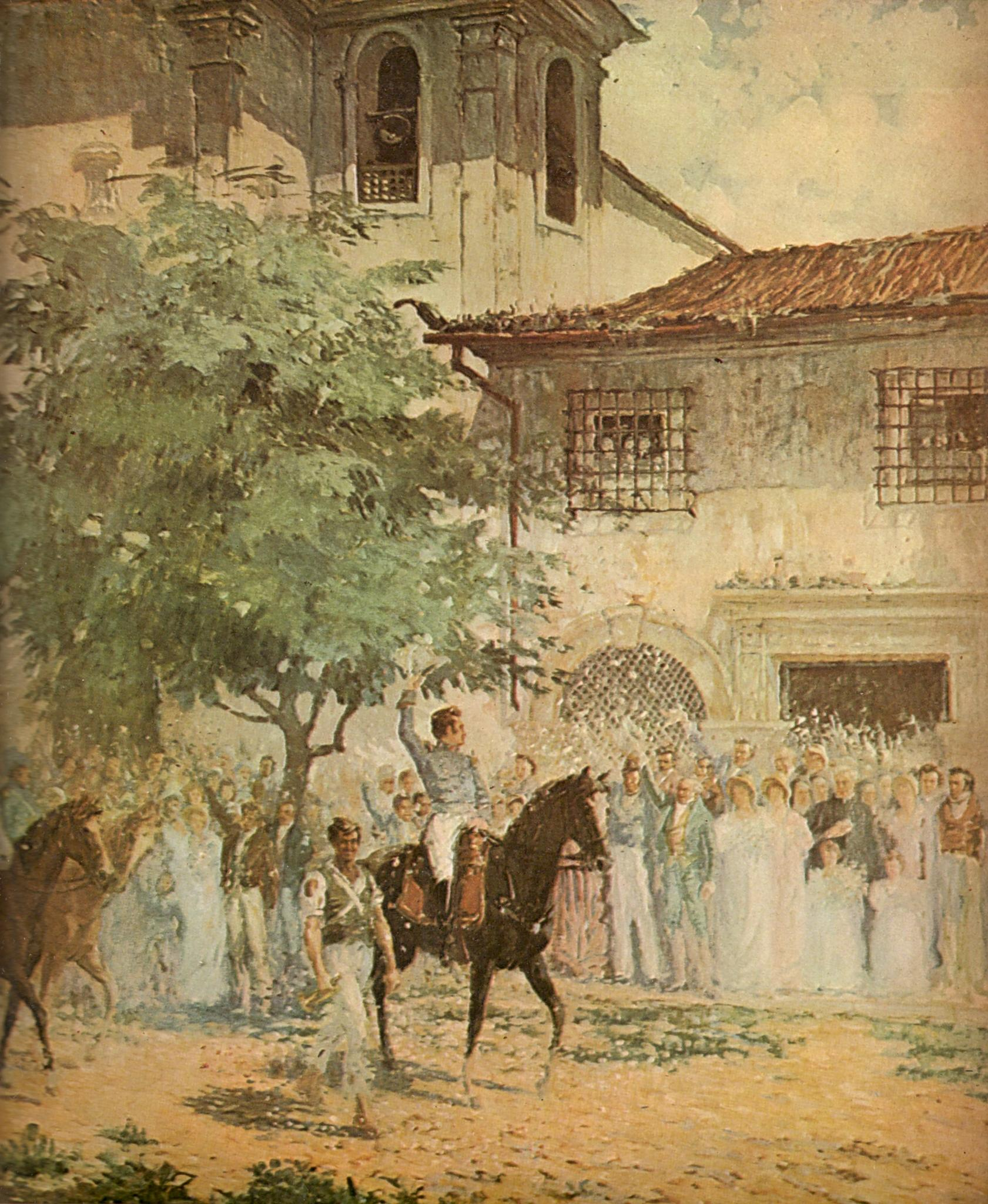
Бразильская армия вступает в Сальвадор после капитуляции португальских войск

13 мая 1825 года Жуан VI издал указ, в соответствии с которым португальский король "добровольно уступил и передал суверенитет" над Бразилией своему сыну, бразильскому императору, и, таким образом, признал Бразилию как "независимую империю, отдельную от Королевства Португалия и Алгарве". Король пытался проигнорировать факт поражения Португалии в войне с Бразилией и создать впечатление, что Португалия проявляет великодушие. Посредством такой односторонней уступки Португалия намеревалась избежать унижения, связанного с мирными переговорами со своей бывшей колонией.
Такое одностороннее признание не было принято бразильцами, которые потребовали декларативного признания независимости. Правительство Бразилии поставило установление мирных отношений и дипломатических связей с Португалией в зависимость от подписания двустороннего договора между двумя странами. Португалия в конце концов согласилась, и при посредничестве Великобритании 29 августа 1825 года в Рио-де-Жанейро был подписан мирный договор, посредством которого Португалия официально признала независимость Бразилии. Этот договор был ратифицирован императором Бразилии 30 августа 1825 года и королем Португалии 15 ноября 1825 года и вступил в силу после обмена ратификационными грамотами в Лиссабоне.
Португальцы, однако, согласились подписать договор о независимости только при условии, что Бразилия согласится выплатить репарации за имущество португальского государства, которое было захвачено новым бразильским государством. Бразилия отчаянно нуждалась в установлении нормальных дипломатических отношений с Португалией, потому что другие европейские монархии уже ясно дали понять, что они признают Бразильскую империю только после установления отношений между Бразилией и Португалией. Таким образом, в соответствии с отдельной конвенцией, которая была подписана по тому же случаю, что и Договор о признании независимости, Бразилия согласилась выплатить Португалии два миллиона фунтов стерлингов в качестве компенсации ущерба. Англичане, выступавшие посредниками в мирных переговорах, предоставили Бразилии кредит такого же размера, чтобы Бразилия могла выплатить оговоренную сумму. Таким образом, новая нация добилась международного признания дорогой ценой. В результате этого соглашения Бразилия погрязла в долгах перед Великобританией, но смогла добиться всеобщего международного признания как де-факто, так и де-юре.
После признания независимости Бразилии от Соединённого Королевства Португалии, Бразилии и Алгарве король Жуан VI своей хартией от 15 ноября 1825 года изменил название государства на "Королевство Португалии и Алгарве". Признание независимости Бразилии завершило распад Соединённого Королевства.
В соответствии с положением о патенте от 13 мая 1825 года, подтвержденным Договором о признании независимости, несмотря на отделение Бразилии от Португальской монархии, португальскому королю Жуану VI было разрешено до конца жизни носить почетный титул "Император Бразилии", с оговоркой, что этот титул будет исключительно почетным и церемониальным. Этот почетный титул утратил силу после кончины короля Жуана VI 10 марта 1826 года.
Новость о конвенции, по которой Бразилия согласилась выплатить Португалии финансовую компенсацию, возмутила многих бразильцев, которые расценили эту выплату как результат неудачных переговоров. Присвоение португальскому королю почетного императорского титула также не пользовалось популярностью у бразильцев. 

#### Последствия: разрешение династической путаницы
Со смертью португальского короля Жуана VI его первый наследник, бразильский император Педру I, унаследовал португальскую корону и недолго правил как король Педру IV. 20 марта 1826 года Португальский регентский совет (учрежденный королем Жуаном VI во время его последней болезни и возглавляемый инфантой Исабель Марией, дочерью Жуана VI и сестрой Педру I) обнародовал объявление о восшествии бразильского императора на португальский престол. Благодаря этому союзу корон, монархии Португалии и Бразилии вновь ненадолго объединились, но о воссоединении двух отдельных государств речи не шло. Существование даже только личного союза рассматривалось бразильскими политиками как опасное, поскольку могло повлиять на суверенитет новообразованной страны.
Были предприняты шаги, чтобы положить конец личному союзу: Педру I согласился отречься от португальского престола в пользу своей старшей дочери, но он также хотел убедиться, что ее права будут соблюдаться, и он также хотел восстановить конституционную монархию в Португалии. Чтобы положить конец португальской абсолютной монархии, король-император поручил разработать новую конституцию Португалии, которая во многом основывалась на Конституции Бразилии. Этот документ был доработан менее чем за неделю.
После принятия новой конституции Португалии 29 апреля 1826 года, и как уже было объявлено в этой Конституции, король-император Педру отрекся от португальской короны в пользу своей дочери, принцессы Марии да Глория, 2 мая 1826 года. Таким образом, принцесса Мария да Глория стала королевой Португалии Марией II. Документ, которым бразильский император отрекся от португальской короны, был подписан за несколько дней до первого заседания парламента, учрежденного Конституцией Бразилии 1824 года, который впервые собрался 6 мая 1826 года. Перед своим отречением, 26 апреля, король Педру подтвердил регентство Португалии, которое было установлено его отцом во время его последней болезни и которое возглавляла инфанта Исабель Мария. Поскольку новая королева Мария II все еще была несовершеннолетней, Португалией должны были руководить регенты. 30 апреля король Педру IV назначил дату первых выборов в законодательные органы в соответствии с новой конституцией Португалии.

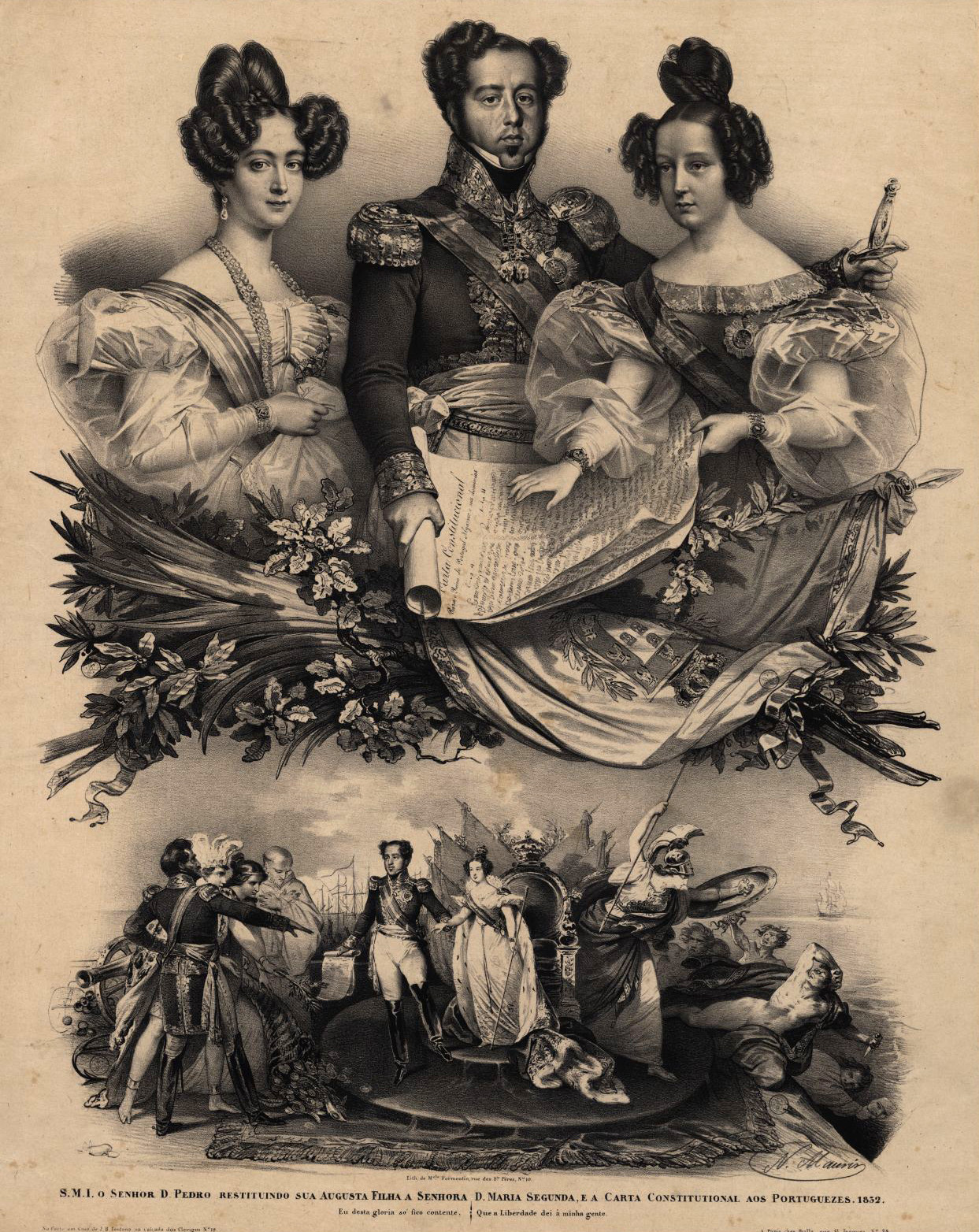
Педру I с дочерью Марией II (справа) и женой Амелией на фронтисписе Конституции Португалии 1826 года

12 мая 1826 года британский посланник Чарльз Стюарт отбыл из Рио-де-Жанейро в Португалию, взяв с собой акты, подписанные бразильским императором как королем Португалии, включая новую португальскую конституцию и акт об отречении от португальской короны. Стюарт прибыл в Лиссабон 2 июля 1826 года и представил правительству Португалии акты, подписанные Педру IV. 12 июля португальское правительство опубликовало новую Конституцию, а 31 июля португальское регентство принесло клятву соблюдать Конституцию, ознаменовав ее вступление в силу. 1 августа 1826 года королева Мария II была провозглашена королевой Португалии, а инфанта Исабель Мария - регентом. 4 октября изгнанный инфант дон Мигел, пытавшийся свергнуть своего отца, принес в Вене присягу на верность королеве Марии II и Конституции.
В 1827 году инфант Мигел вновь заявил свои права на престол, началась гражданская война. Мигел сменил инфанту Исабель Марию на посту регента Португалии 26 февраля 1828 года и первоначально согласился править от имени королевы, но 7 июля 1828 года провозгласил себя королем, приняв титул Мигела I. Мария II будет восстановлена на троне только в 1834 году, по окончании Гражданской войны. В любом случае, безоговорочное подтверждение Педро своего отречения от престола укрепило невозможность нового союза между Португалией и Бразилией.
Отречение Педру от португальского престола привело к разделению бразильской и португальской монархий, поскольку португальскую корону унаследовали королева Мария II и ее преемники, а бразильскую корону унаследовал бразильский наследник Педру I, принц Педро де Алькантара, который станет будущим императором Педро II. Принц Педру де Алькантара не имел прав на португальскую корону, поскольку, родившись в Бразилии после признания португальцами независимости Бразилии, он не был подданным Португалии, а в соответствии с португальской конституцией иностранец не мог наследовать португальскую корону.
Вопрос о статусе королевы Марии II в бразильской линии наследования стал актуальным после того, как император Педру II вступил на бразильский престол несовершеннолетним в 1831 году, поскольку вопрос заключался уже не только в том, есть ли у королевы Португалии место в бразильской линии наследования, а в том, что она была старшей дочерью Педру I, то есть первым претендентом на бразильский трон. В случае бездетной смерти Педру II она могла претендовать на трон Бразилии. В 1835 году Генеральная ассамблея Бразилии приняла статут, подписанный регентом от имени императора Педру II, объявляющий королеву Португалии Марию II утратившей свои права наследования короны Бразилии из-за ее положения иностранки, так что она и ее потомки были исключены из бразильской линии наследования. 